# Cioppa
La cioppa era un soprabito maschile portato durante il Medioevo da notai, 
magistrati ed avvocati. Un indumento unico, ampio e lungo, trattenuto in vita da una cintura, simile alla roba.
Con il termine "cioppa" si indicava anche il gonnellone lungo usato dalle persone anziane che non indossavano la gonnella corta.